# Ловът на златната рибка
„Ловът на златната рибка“ (на френски: La Pêche aux poissons rouges) е френски късометражен документален ням филм, заснет през 1895 година в Лион от продуцента и режисьор Луи Люмиер и с участието на Огюст Люмиер и Андре Люмиер.
Филмът е бил част от програмата на първия комерсиален киносеанс на братята Люмиер, състоял се на 28 декември 1895 година в сутерена на „Гранд Кафе“ на „Булеварда на Капуцините“ в Париж.

## Сюжет
Един мъж (Огюст Люмиер) държи в ръце невръстната си дъщеря (Андре Люмиер) върху маса в близост до аквариум със златни рибки. Детето пъха ръката си в аквариума и се опитва да хване рибката под наставленията на баща си. Сцената е заснета със стационарна камера, разположена зад масата.

## В ролите
- Огюст Люмиер
- Андре Люмиер